# Instituto Metropolitano de Patrimonio
El Instituto Metropolitano de Patrimonio, también conocido por su acrónimo IMP, es una institución vinculada al Municipio del Distrito Metropolitano de Quito que se ocupa de la gestión, rescate y conservación del patrimonio arquitectónico de la ciudad de Quito. Antiguamente conocido como Fondo de Salvamento del Patrimonio Cultural o FONSAL, cambió a su nombre actual en el año 2010.

## Historia
Los antecedentes del IMP se encuentran en la Dirección de Patrimonio Artístico de la Casa de la Cultura Ecuatoriana, creada en 1945 mediante la Ley de Patrimonio Artístico, aunque no operó por falta de recursos hasta 1973, año en que el Estado le asignó la cantidad de 600 mil sucres. En 1978 la Dirección se transformó en el Instituto Nacional de Patrimonio Cultural (INPC), con autonomía propia.

### FONSAL
Tras el terremoto de 1987, el Gobierno Nacional promulgó la «Ley del Fondo de Salvamento del Patrimonio Cultural», delegando al Municipio de Quito la custodia de los bienes inmuebles del Centro Histórico de la capital ecuatoriana. El Congreso Nacional del Ecuador expidió para ello la Ley 82, en la que se estableció la creación del FONSAL, y en cuyo documento legal de constitución se consideraron los siguientes puntos:
- Que la ciudad de Quito constituye “Patrimonio Cultural de la Humanidad”.
- Que el terremoto de marzo afectó la estructura de algunas edificaciones que forman parte de ese Patrimonio Cultural.
- Que es imprescindible proteger, conservar y restaurar los bienes culturales que pertenecen a la nación.
- Que mediante Ley 136, se creó el Fondo de Emergencias Nacionales, para atender desastres que ocasionan la destrucción de obras públicas de carácter nacional y local.

Inicialmente el fondo estuvo financiado por un porcentaje del presupuesto nacional para emergencias, así como donaciones nacionales y extranjeras, aunque posteriormente se asignó de manera permanente un porcentaje del impuesto a la renta de los contribuyentes domiciliados en la ciudad de Quito. Otras entidades han colaborado históricamente con importantes donaciones, muchas de ellas de manera constante, como el caso de la Junta de Andalucía y la Comisión Quinto Centenario.

### IMP
Después de una fructífera labor en el rescate de los bienes patrimoniales de la ciudad de Quito y sus parroquias rurales, el FONSAL dejó de existir el 28 de diciembre de 2010, año en que adquirió su nombre actual mediante Resolución Administrativa No.A0040, que además le transfirió toda la personería jurídica de su antecesor. El cambio de personería respondió al Código de Ordenamiento y Organización Territorial (COOTAD), promovido por la presidencia de Rafael Correa Delgado.

## Atribuciones
Las competencias y atribuciones del IMP son en general el registro, inventario, mantenimiento, intervención y gestión del patrimonio arqueológico, urbanístico y arquitectónico del Distrito Metropolitano de Quito. Constituye el brazo ejecutor de la política pública en la conservación del patrimonio de la ciudad, encargándose de cuidar y velar por la memoria histórica de la capital ecuatoriana, en particular de las áreas históricas.
Según la estructura aprobada para el IMP, que es la misma del desaparecido FONSAL, son atribuciones de la institución:
- El registro e inventario del patrimonio arqueológico, arquitectónico y urbanístico.
- La restauración, conservación, protección, intervención y gestión del patrimonio arqueológico, arquitectónico y urbanístico.
- La gestión y conservación del patrimonio intangible, así como el patrimonio de bienes muebles, instrumentales, artísticos y artesanales y utilitarios.

## Fondo editorial
A partir del año 2000 el entonces FONSAL creó su propio fondo editorial, mediante el cual producía libros y publicaciones relacionadas con el área de trabajo del instituto, escritas por afamados investigadores, historiadores y arquitectos, entre ellas:
- Historia y crítica del arte colonial ecuatoriano (2000)
- Teatro Nacional Sucre, 1886-2003 (2003)
- La lagartija que abrió la calle Mejia - reedición (2003)
- Al Margen de la Historia - reedición (2003)
- Calles, casas y gente del Centro Histórico (2004)
- Púlpitos quiteños (2004)
- Reforzamiento estructural en las edificaciones Patrimoniales (2004)
- Un Siglo de Imágenes (2004)
- El Derecho y el Revés de la Memoria  (2005)
- Luz a través de los muros (2005)
- Imágenes de Identidad (2005)
- La crónica prohibida de Cristóbal de Acuña (2005)
- Vida, pasión y muerte de Eugenio Espejo (2005)
- Gonzalo Benítez tras una cortina de años (2006)
- Rincones que cantan (2006)
- Tulipe y la cultura Yumbo (2006)
- Arte colonial quiteño (2007)
- Carondelet, una autoridad española al servicio de Quito (2007)
- Damero (2007)
- De memorias, Imágenes públicas de mujeres ecuatorianas (2007)
- El pueblo de Quito, 1690-1810 (2007)
- Familia, honor y poder (2007)
- José Mejía Lequerica 1775-1813 (2007)
- Los Años Viejos (2007)
- Paseando por la Alameda (2007)
- Quito escudo de armas y títulos (2007)
- Camino de Hierro (2008)
- Compendio de la Rebelión de América (2008)
- El sabor de la memoria (2008)
- Insurgentes y realistas (2008)
- Mejía, portavoz de América (2008)
- Miguel de Santiago (2008)
- Radiografía de la piedra (2008)
- El Valle de Tumbaco (2008)
- Actores y procesos de la Revolución quiteña (2009)
- Diccionario de términos de Arquitectura y Arte de Quito (2009)
- El comisionado regio Carlos de Montúfar y Larrea (2009)
- Espejo, precursor de la Independencia (2009)
- Hernán Crespo Toral (2009)
- Las artes en Quito en el cambio de siglo XVII y XVIII (2009)
- Lucha por la Independencia (2009)
- Movimiento Ilustrado (2009)
- Mujeres en la Revolución de Quito (2009)
- Quito casa adentro (2009)
- Revolución de las tablas (2009)
- Tres Miradas al Primer Grito de la Independencia (2009)
- Atlas arqueológico de Quito (2010)
- Recoleta de San Diego (2010)
- Árbol al filo del desierto (2010)
- Historia y Arte en el Tejar de la Merced (2010)
- El canto del ruiseñor (2010)